# Murder-Set-Pieces
Murder-Set-Pieces est un film d'horreur américain écrit, produit et réalisé par Nick Palumbo. Il est sorti en 2004.
C'est le deuxième film de Nick Palumbo, après Nutbag sorti en 2000.

## Synopsis
Dans les années 90, un tueur en série parcourt les rues de Las Vegas à la recherche de nouvelles victimes. Il se sert de son métier de photographe pour attirer de jeunes femmes chez lui, dans le but de les torturer et les tuer.

## Fiche technique
- Titre original : Murder-Set-Pieces
- Réalisation et scénario : Nick Palumbo
- Musique : The Bronx Casket Co, Necrophagia, Zombi, The Giallos Flame
- Éditeur : Todd Ramsey
- Directeur artistique : Joe Zito
- Effets spéciaux : Toe Tag Pictures
- Production : Cinema Vault, Fright Flix Productions, Q-Vest Ventures
- Producteurs : Thomas Quinlin, Ehrlich Livingston, Nick Palumbo
- Budget : 2 000 000 dollars US
- Pays d'origine :  États-Unis
- Genre : horreur, trash
- Format : 1. 85 : 1 (35 mm)
- Durée : 83 minutes (version censurée) ; 105 minutes (version longue)
- Date de sortie :
  - États-Unis : 24 décembre 2004
- Classification : NC-17 (-18 ans)

## Distribution
- Sven Garett : le photographe
- Tony Todd : Clerk (le vendeur du sexshop)
- Valerie Baber : Charlotte
- Gunnar Hansen : le vendeur d'armes

## Divers
- Le film a provoqué un scandale à sa sortie et a été censuré de plus de 22 minutes.
- Nick Palumbo, le réalisateur, n'a jamais retrouvé de financement pour faire un autre film.
- Le film a reçu 36 % de critiques favorables sur Rotten Tomatoes et une moyenne de 3.8 sur 10 sur IMDb, pour 3527 votes.
- Les critiques du film sont plutôt défavorables. Le film est souvent blâmé pour son extrême violence, sa misogynie et son scénario trop décousu.
- Les défenseurs du film mettent en avant le fait que Murder-Set-Pieces répond parfaitement à ce qu'il avait promis : choquer !
- La bande son et les effets spéciaux gore sont considérés comme le point fort du film.